# Leo-Cedarville
Pour les articles homonymes, voir Leo et Cedarville.
Leo-Cedarville est une municipalité américaine située dans le comté d'Allen en Indiana. Lors du recensement de 2010, sa population est de 3 603 habitants.

## Géographie
Leo-Cedarville se trouve dans le township de Cedar Creek (en), au nord-est de Fort Wayne.
Selon le Bureau du recensement des États-Unis, la municipalité s'étend en 2010 sur une superficie de 3,85 milles carrés (9,97 km2) dont 0,14 mille carré (0,36 km2) de plans d'eau. Cela s'explique par la présence du réservoir de Cedarville, créé par un barrage sur la rivière Saint-Joseph.

## Histoire
Le territoire de Leo-Cedarville est habité par les Miamis ou les Potéouatamis jusqu'au début du XIXe siècle. Des européens s'y implantent à partir de 1833 et créent le township de Cedar Creek.
Cedarville est fondée en mai 1838. La même année, Thomas Hamilton ouvre le premier commerce du village de Hamilton ; le bureau de poste qui y ouvre en 1846 prend le nom de Leo d'après l'église catholique Saint-Léo. La ville de Hamilton (ou Leo) est fondée en février 1849.
Les deux bourgs voient leur population augmenter dans la deuxième moitié du XXe siècle. De peur d'être annexés par Fort Wayne, ils forment en 1996 la municipalité de Leo-Cedarville.